# تصلب (نبات)
التصلب في علم النبات هو عملية بموجبها يصبح النبات قادرًا على تحمل تأثيرات التجمد طوال عدة أسابيع أو أشهر. وهي عملية من ثلاث مراحل. أثناء المرحلة الأولى، يتم نقل الكربوهيدرات إلى جذور النبات وتزداد نفاذية غشاء الخلية. وبنهاية المرحلة الأولى، سيكون بمقدور النبات تحمل درجات حرارة من -5 إلى -10 درجات مئوية. وفي المرحلة الثانية، تتغير أغشية الخلايا كيميائيًا، وستسمح هذه العملية للنباتات بتحمل درجات حرارة تصل إلى -20 درجة مئوية. وفي المرحلة الثالثة، والتي تحدث في النباتات التي تتحمل درجات حرارة تصل إلى -50 درجة مئوية، قد يحدث تزجيج.